# Woestijnroos (geologie)

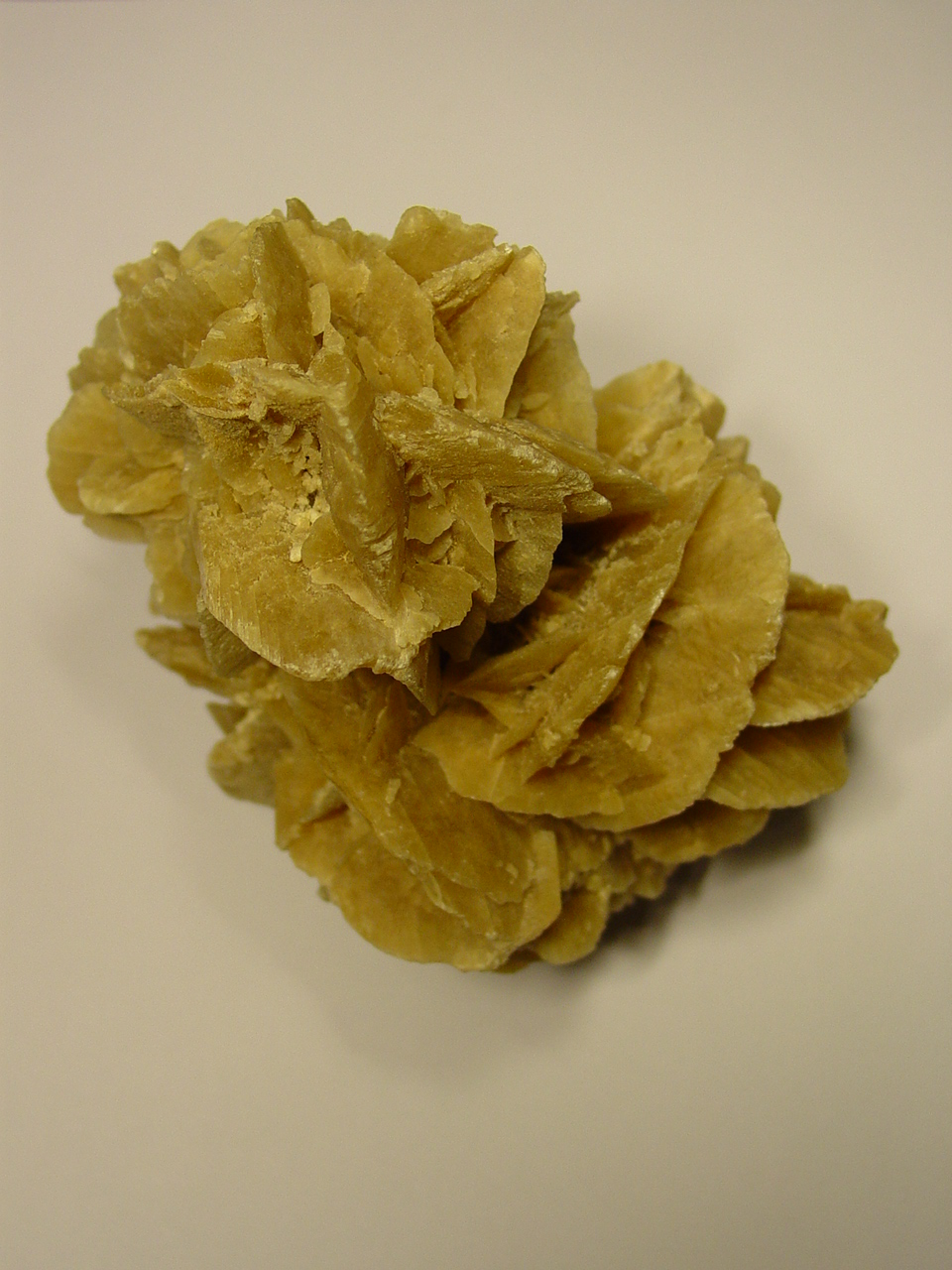
Woestijnroos

Een woestijnroos (ook wel zandroos genoemd) is een mengvorm van het mineraal gips en zandkorrels die zijn ingebed in het kristalrooster van dat mineraal. Woestijnrozen worden ook wel gevormd met bariet. Het is geen zuiver mineraal en in strikte zin ook geen gesteente, hoewel sommigen menen dat het toch het best onder gesteenten in te delen valt.

## Ontstaan
Woestijnrozen worden gevormd in woestijnen waar grondwater door capillaire werking aan het oppervlak komt en daar snel verdampt. Het grondwater moet bovendien de juiste mineralen (gips en/of bariet) bevatten die achterblijven waar het water verdampt.

## Gebruik
Woestijnrozen zijn geliefde objecten onder de verzamelaars van mineralen. 